# Haunters
Haunters (초능력자, Choneungryeokja; lit. "Psíquic") és una pel·lícula d'acció de ciència-ficció de Corea del Sud del 2010 escrita i dirigida per Kim Min-seok. Representa la lluita entre un psíquic anomenat Cho-in (Gang Dong-won) que pot controlar la gent amb la seva ment i un home anomenat Kyu-nam (Go Soo) que és immune al poder sobrenatural del psíquic.

## Argument
La mare del petit Cho-in li fa posar una bena als ulls per suprimir la seva capacitat de control mental. Com que el pare de Cho-in els maltracta als dos, Cho-in obliga l'home a suïcidar-se. Posteriorment, la mare de Cho-in intenta assassinar el seu fill, però Cho-in l'atura i fuig. Creix menyspreant la societat, fent un ús liberal del seu poder per robar diners de les empreses i viure en una habitació d'hotel.
Kyu-nam treballa en un desballestament al costat d'una tripulació internacional, incloent els seus millors amics el turc Ali i el ghanès Bubba. És atropellat per un cotxe just abans del seu aniversari, però es recupera inusualment ràpid. Mentrestant, però, perd la feina a la desballestament. Troba feina a Utopia, una botiga d'empenyorament propietat de Jung-sik, que està preocupat per una misteriosa pèrdua de diners. Kyu-nam fa amistat amb la filla de Jung-sik, Yeong-sook, i rep la visita al seu nou lloc de treball d’Ali i Bubba. Arriba Cho-in, paralitzant tots els presents i manipulant Jung-sik perquè li doni diners. Per sorpresa de Cho-in, Kyu-nam es resisteix a la seva influència i intenta detenir-lo. Cho-in utilitza els altres per dominar Kyu-nam; Kyu-nam és apunyalat per l'esquena i electrocutat, mentre que a Jung-sik li queda atrapat el cap entre les barres de ferro del taulell i s'asfixia. Jung-sik i Kyu-nam són traslladats a un hospital, on els metges no poden salvar Jung-sik, però Kyu-nam es recupera gairebé immediatament.
En culpar a Cho-in de la mort de Jung-sik, Kyu-nam decideix portar el psíquic davant la justícia. Amb l'ajuda d'Ali i Bubba, irromp a la cambra del darrere d'Utopia per recuperar la cinta CCTV amb l'aparença de Cho-in. Els tres es veuen obligats a fugir d'una multitud de persones controlades per Cho-in, i Kyu-nam se separa dels altres. Aconsegueix noquejar en Cho-in i portar-lo a una comissaria, però els agents ignoren les seves advertències i estan controlats mentalment. Kyu-nam persegueix en Cho-in fins a una estació de metro, on Cho-in ordena a una mare que llanci el seu nadó contra un tren a gran velocitat. Kyu-nam salva el nen, però és colpejat pel tren i Cho-in el deixa morir. Tanmateix, es recupera de les seves ferides una vegada més.
Kyu-nam contacta amb Ali i Bubba, que accepten ajudar-lo a caçar Cho-in. Ali modifica una furgoneta antiga i construeix una pistola de bengales amb la intenció de contrarestar l'habilitat d'en Cho-in. Tant Kyu-nam com Cho-in són investigats per les autoritats, que envien un equip a buscar l'habitació d'hotel de Cho-in. Cho-in assassina els investigadors i abandona l'apartament, emportant-se només una figureta de joguina d'un jove. Roba un banc i visita la seva mare, que també està sent interrogada per les autoritats; de nou, Cho-in mata els oficials, però no pot prendre la vida de la seva mare, deixant-la amb una gran suma de diners. Kyu-nam s'enfronta a Cho-in en un complex d'apartaments, on Cho-in es burla d'ell i obliga a diverses persones a suïcidar-se per turmentar en Kyu-nam. A l'exterior, Ali i Bubba ataquen Cho-in amb la pistola de bengales, però resulta ineficaç i són capturats.
De tornada a Utopia, Kyu-nam és emboscat per Cho-in, que després el penja al costat d'Ali i Bubba. Kyu-nam escapa, però no pot salvar els seus amics a temps. Cho-in pren com a ostatge a Yeong-sook i provoca un gran accident de trànsit per aturar en Kyu-nam; tanmateix, Kyu-nam sobreviu quan les aparicions d'Ali i Bubba li indiquen que activi un reforç de velocitat a la seva furgoneta, instal·lada allí per Ali. Kyu-nam arracona Cho-in en un terrat, on Kyu-nam rep un tret, però aconsegueix llançar-los a tots dos al carrer de sota. Cho-in mort per la caiguda mentre Kyu-nam, una vegada més, viu; s'adona de la figureta de joguina de Cho-in i reflexiona sobre si en diferents circumstàncies, els dos podrien haver estat amics.
En una estació de metro, una quadriplègic Kyu-nam (que utilitza una cadira de rodes) es troba amb Yeong-sook, que ha complert el seu somni de convertir-se en assistent de vol. Mentre Yeong-sook parla amb Kyu-nam es mostra un nen estirat a les vies del tren. Després que el tren passa, es revela que va ser rescatat a temps per Kyu-nam, que sembla haver fet una altra recuperació miraculosa.

## Repartiment
- Gang Dong-won com a Cho-in: un lladre que fuig de la humanitat en si mateix després que els seus pares intentessin matar-lo i porta una pròtesi a la seva cama dreta. Viu la seva vida robant als altres utilitzant les seves habilitats de control mental sobre la gent per fer la feina per ell. En assabentar-se que no pot controlar Kyu-nam a causa de les seves habilitats sobrenaturals similars, Cho-in el persegueix amb frustració fins al punt de posar en perill la vida de tots.[3][4]
- Go Soo com Im Kyu-nam: un treballador d'una casa d'empenyorament que va ser acomiadat d'una feina anterior. Mostra habilitats sobrenaturals similars a Cho-in, el que resulta en ser immune a les seves habilitats de control mental. En adonar-se del que està en joc, Kyu-nam ha de protegir els seus amics de Cho-in.[5][6]
- Jung Eun-chae com a Yeong-sook: la filla biracial de Jung-sik que està estudiant per convertir-se en assistent de vol. Ella és l'interès amorós de Kyu-nam i ell l'ha de protegir de Cho-in.[7]
- Yoon Da-kyeong com a Hyo-sook: la mare de Cho-in que va intentar mantenir els ulls tapats perquè ningú pugui conèixer les seves habilitats de control de la ment i puguin creure que és cec. Després d'abandonar el seu exmarit abusiu (i el pare de Cho-in), Hyo-sook va prometre que cuidaria bé d'ell sempre que no es tregui mai la bena dels ulls. En saber que s'havia anat en contra dels seus desitjos en treure's la venda dels ulls i la qual cosa va provocar la mort del seu pare, Hyo-sook va intentar assassinar Cho-in desesperat, però ell va escapar i ella va patir una crisi mental.
- Choi Deok-moon com a Abby: el pare de Kyu-nam que va tenir cura d'ell després que Kyu-nam esdevingués tetraplègic
- Abu Dod com a Bubba: un dels amics propers de Kyu-nam que intenta ajudar-lo a atrapar Cho-in. Està penjat fins a mort al costat d'Ali.
- Enes Kaya com a Ali: un altre dels amics íntims de Kyu-nam que també intenta ajudar-lo a atrapar en Cho-in. Com Bubba, també està penjat per morir.
- Byun Hee-bong com a Jung-sik: el propietari d'una casa d'empenyorament i el pare de Yeong-sook. Un home amable que contracta Kyu-nam i Cho-in mata accidentalment durant el seu intent de robatori.
- Yang Kyeong-mo com a jove Cho-in
- Kim So-jin com a Miss Lee

## Taquilla
Abans del seu llançament, Haunters va registrar la venda anticipada més alta d'entrades per a una pel·lícula coreana el 2010 amb un 83,47 per cent segons Max Movie; va ser la primera vegada en quatre anys, després de L'hoste, que les reserves superen el 80 per cent. També va publicar altes taxes de reserva en altres llocs web de venda d'entrades i cinema: més del 75% segons el sistema oficial d'informació de taquilla coreana (KOBIS), 82,53% a InterPark, 42% a Yes24, 71,4% a  Nate Movies, 56,25 per cent a Ticket Link, 84,2 per cent a Cinus, 53 per cent a Lotte Cinema i 44,2 per cent a CGV.
La pel·lícula va obrir el primer lloc a la taquilla de Corea del Sud amb 685.670 entrades el cap de setmana del 12 al 14 de novembre. La pel·lícula va ocupar el primer lloc en venda d'entrades durant 2 setmanes consecutives, abans que caigués al número 3 lloc durant la 3a setmana des de l'obertura. La pel·lícula va vendre 2.017.485 entrades durant el període de tres setmanes, i finalment es va vendre un total de 2.152.577 entrades a tot el país.
A l'Asian Film Market celebrat durant el Festival Internacional de Cinema de Busan de 2010, els drets de distribució es van vendre a diversos països, inclosos Tailàndia, Taiwan, Malàisia, Alemanya, Bèlgica, Països Baixos i Luxemburg.

## Remake
El 2014 es va estrenar un remake en japonès titulat Monsterz dirigit per Hideo Nakata. És protagonitzat per Tatsuya Fujiwara (en el paper de Gang) i Takayuki Yamada (en el paper de Go).